# Dr. Livingstone
Dr. Livingstone was een Vlaamse documentaire-televisiereeks van productiehuis Woestijnvis waarin Martin Heylen en Philippe Geubels gedurende 40 dagen elk een afzonderlijke route doorkruisten in Afrika: een noordelijke route die vertrok vanuit Caïro en een zuidelijke die startte in Kaapstad. Ze ontmoetten elkaar in Ujiji in Tanzania, aan de oevers van het Tanganyikameer. Dat is het dorpje waar David Livingstone en Henry Morton Stanley elkaar in 1871 tegen het lijf liepen.

## Productie
Het programma werd in juli en augustus 2012 opgenomen. De reeks wordt vanaf 28 november 2012 uitgezonden op VIER. Volgens Heylen ging het om een "persoonlijk reisverslag" en niet om een "historische reconstructie".

## Afleveringen
| # | Datum van uitzending | Aantal kijkers |
| - | -------------------- | -------------- |
| 1 | 28 november 2012     | 489.227        |
| 2 | 5 december 2012      | 378.359        |
| 3 | 12 december 2012     | 428.753        |
| 4 | 19 december 2012     | onbekend       |
| 5 | 26 december 2012     | 406.059        |
| 6 | 2 januari 2013       | onbekend       |
| 7 | 9 januari 2013       | 425.860        |
| 8 | 16 januari 2013      | 356.627        |
| 9 | 23 januari 2013      | 382.493        |